# 野田清武
野田 清武（のだ きよたけ、1901年2月15日 - 1963年5月13日）は、日本の農林官僚、満州国官吏。徳島県知事。

## 来歴・人物
佐賀県出身。野田清種の二男として生まれる。第一高等学校を経て、1924年、東京帝国大学法学部政治学科を卒業。1923年12月、高等試験行政科試験に合格。1924年、農商務省に入り食糧局属となる。1925年4月、農商務省が農林省と商工省に分割され、農林属となる。以後、営林局山林事務官、同局事務官、農林事務官、産業組合事務官、農林書記官などを歴任。
その後、満州国に転じ、国務院実業部理事官に就任。以後、農務司農政科長兼墾務科長、地籍整理局事務官、実業部理事官、総務庁参事官などを歴任。1938年9月、蒙彊聨合委員会総務部顧問に就任し、駐日大使館参事官、特産局長を経て、1941年5月、四平省次長となる。
1942年に帰国し農林省資材部長に就任。同年10月、徳島県知事に就任し、1945年6月、東北地方副総監に転じた。
戦後、公職追放となる。追放解除後、愛知用水公団副総裁を務めた。1963年5月13日死去。享年62。